# Katadroom (diergedrag)
Een katadroom dier is een dier dat vanuit het zoete water naar zee trekt om te paaien. 

## Bedreigingen
Een katadrome vis is ervan afhankelijk dat ze naar de zee kan zwemmen om te gaan paaien. Na de paaiperiode gaat een katadrome vis terug naar een zoetwatergebied. De regulatie van rivieren en de kust heeft voor veel vis tot onontkoombare problemen geleid. Nu worden er beheersmaatregelen genomen zoals:
- Een gewijzigd spuibeleid in het Haringvliet en IJsselmeer.
- Het plaatsen van vistrappen.
- Een natuurlijker rivieroever zoals in de Gelderse Poort en de Grensmaas.

Katadrome vissoorten zijn van internationale betekenis omdat zij afhankelijk zijn van het gehele stroomgebied van Rijn en Maas en daarmee ook natuurwaarden vertegenwoordigen in België, Duitsland, Frankrijk, Luxemburg en Zwitserland.

## Voorbeelden van katadrome dieren
- Bot
- Chinese wolhandkrab
- Paling